# Geranium multiflorum
Geranium multiflorum är en näveväxtart som beskrevs av Asa Gray.
Geranium multiflorum ingår i släktet nävor och familjen näveväxter.

## Underarter
Arten delas in i följande underarter:
- Geranium multiflorum multiflorum
- Geranium multiflorum ovatifolium